# 陳觀衡
陳觀衡（1518年—？），字季平，又字養静，號凤岩，山東兗州府東平州人，民籍，明朝政治人物。

## 生平
嘉靖二十二年（1543年）癸卯科山東鄉試第三十八名舉人，二十六年（1547年）中式丁未科會試第二百三十一名，三甲第一百三十名進士。工部觀政，授漢中府推官，三十一年（1552年）正月選授廣東道試御史，三十五年（1556年）三月考察中降調。降河南汝州判官，升永平知县、大理寺评事、左寺副，出为山西按察司佥事，再降鈞州知州，升揚州府同知，改两淮运同，隆慶六年（1572年）升台州府知府。以疾乞休。

## 家族
曾祖陳忠；祖父陳校；父陳善道，省祭官。母于氏。具慶下。兄陳觀頤、陳觀瀾。子陳弘基。